# Berryville, Arkansas
Berryville är en stad (city) i Carroll County, i delstaten Arkansas, USA. Enligt United States Census Bureau har staden en folkmängd på 5 369 invånare (2011) och en landarea på 15,8 km². Berryville & Eureka Springs delar ansvar som huvudort i Carroll County.